# Кармелити
Кармелити е общото име на два римски католически религиозни ордена и една конгрегация. Отличителното им е строгото придържане към духовността и битието им на монаси отшелници на планината Кармел.

## Структура
1. Орденът на братята на Пресветата Дева Мария от планината Кармел (на латински: Ordo Fratrum Beatae Mariae Virginis de Monte Carmelo, OCarm) е главния религиозен орден. През 2010 г. обединява 1914 монаси (включително 1316 свещеници) в 329 манастира, разположени в 29 страни.
2. Орденът на босите братя на Пресветата Дева Мария от планината Кармел (на латински: Ordo Fratrum Diacalceatorum Beatae Mariae Virginis de Monte Carmelo, OCD) е орден отделил се от основния през 16 век. Произходът му е свързан със светците Тереза Авилска и Йоан Кръстни по повод желанието на някои от кармелитите да живеят придържайки се строго към първоначалния устав на ордена. През 2010 г. обединява 3972 монаси (от които 2737 свещеници) в 602 манастира.
3. Конгрегацията на братята кармелити на Непорочната Дева Мария (на латински: Congreagatio Fratrum Carmelitarum Beatae Mariae Immaculatae, CMI) е конгрегация на сиро-малабарския обред на кармелитската духовност, развиваща дейност в Индия. През 2004 г. обединява 2243 монаси (включително 1397 свещеници) в 320 манастира.

За кармелитите най-характерна е тъмнокафявата роба с качулка като скапуларий (вид расо). Женската деноминация на ордена е известна като кармелитките.

## История
Орденът е основан в средата на XII век по време на кръстоносните походи от монаси, които се заселват в Светите земи от Западна Европа, и по-точно се установяват на мястото където е живял пророк Илия – планината Кармел. Оттук и името им. За основател на ордена се сочи кръстоносецът Бертолд Калабрийски, което станало по настояване на Патриарх Алберт Йерусалимски, който през 1214 г. въвежда строги религиозни правила като монашески устав, особено наблягащ на строгите правила – уединен живот, молитви, строги пости без консумация на месни продукти, както прекарване на повечето време в мълчание.
След разгрома на кръстоносците в Леванта, кармелитите се виждат принудени да емигрират в Европа, като техни манастири са основани в Кипър, Сицилия и Италия, Великобритания, Франция и Испания. Първият генерален настоятел (игумен) на Ордена на Св. Симон Сток въвежда специалния отличителен култ към Дева Мария.
През 1247 г. от папа Инокентий IV Орденът на кармелитите получава още по-строг устав и се присъединява към просешките ордени.
Разцветът на кармелитите е в края на XIII – началото на ХIV век. За това способстват редица исторически събития – Стогодишната война, Черната смърт, Великата схизма, породили дискусии за връщане към първоначалния ред на строгите правила за монашески живот. Усилията за реформи в манастирите на Мантуа (XV век) и Алби (началото на XVI век) са неуспешни и не успяват да предотвратят дълбоката криза, в която изпада ордена по време на Реформацията. Контрареформацията способства за издигането на друг католически орден – Обществото на Исус.
През втората половина на XVI век се наблюдава тенденция за дълбоко обновление сред кармелитите. Дейността на Тереза Авилска и Йоан Кръстни довежда до изникването на клона на босите братя кармелити, които приветстват възвръщането към първоначалния аскетичен кармелитски идеал. Орденът на босите братя кармелити е утвърден през 1593 г.
В края на XVIII век орденът на кармелитите, както и повечето други католически ордени по времето на Великата френска революция, е на практика унищожен във Франция.
През XIX – XX век, Орденът на кармелитите постепенно започва да се възстановява. Кармелитски манастири се намират в повечето страни от Европа и Америка.